# Robuster Goldmull
Der Robuste Goldmull (Amblysomus robustus) ist eine Säugetierart aus der Familie der Goldmulle, die in einem eng begrenzten Verbreitungsgebiet im Highveld von Südafrika vorkommt. Dieser größte Vertreter der Kupfergoldmulle zeichnet sich neben seinem für die Familie typischen spindelförmigen Körper mit äußerlich nicht sichtbarem Schwanz und Ohren durch besonders kräftige Grabklauen aus, wodurch er deutlich festere Böden als seine Verwandten besiedeln kann. Er ernährt sich hauptsächlich von Wirbellosen und lebt einzelgängerisch, über die weitere Lebensweise liegen aber nur wenige Informationen vor. Die Art wurde im Jahr 2000 beschrieben, ihr Bestand gilt als gefährdet.

## Merkmale

### Habitus
Der Robuste Goldmull ist der größte Vertreter der Kupfergoldmulle (Amblysomus) und ein mittelgroßer Angehöriger der Goldmulle. Die Kopf-Rumpf-Länge schwankt zwischen 10,9 und 14,3 cm, das Körpergewicht variiert von 61 bis 98 g. Es besteht ein deutlicher Geschlechtsdimorphismus, im Bezug auf die Körpergröße können auch gewisse Überschneidungen mit dem Hottentotten-Goldmull (Amblysomus hottentotus) und dem Highveld-Goldmull (Amblysomus septentrionalis) auftreten. Der Körper zeigt wie bei allen Goldmullen eine typische Spindelform, ein äußerlich sichtbarer Schwanz ist nicht ausgebildet, ebenso wie Ohrmuscheln fehlen. Das Rückenfell besitzt eine rötlichbraune Färbung, an den Seiten hellt es etwas auf. Der Bauch ist eher orange getönt. Stärkere Farbumbrüche sind nicht zu beobachten. An den Wangen treten einzelne orange Farbflecken auf. Die Gliedmaßen sind kurz und robust, sie enden vorn in vier und hinten in fünf Strahlen. Wie bei allen Goldmullen ist die Kralle des dritten Fingers besonders groß ausgebildet. Hier können der Hottentotten-Goldmull und der Highveld-Goldmull aber gut vom Robusten Goldmull abgetrennt werden, da beim Robusten Goldmull die Kralle mit 5,3 bis 7,2 mm Basisbreite und 14 bis 17 mm Länge im Verhältnis deutlich größer ist als bei den beiden anderen Arten. Die Hinterfußlänge beträgt 13 bis 19 mm.

### Schädel- und Gebissmerkmale
Der Schädel misst 27,2 bis 32,0 mm in der Länge und 16,6 bis 20,4 mm in der Breite. In den Schädelmaßen grenzen sich die männlichen Tiere durch deutlich größere Werte von den Weibchen ab. Allgemein hat der Schädel eine relativ langgestreckte Form, im Vergleich zum Highveld-Goldmull  ist das Rostrum breiter, das Gaumenbein aber schmaler gestaltet. Das Zungenbein charakterisiert sich durch einen sehr massiven Bau. Das Gebiss besteht aus 36 Zähnen, die Zahnformel lautet: {\displaystyle {\frac {3.1.3.2}{3.1.3.2}}}. Der Eckzahn und die vorderen Prämolaren weisen eine sectoriale Gestaltung mit zwei spitzen Höckerchen (bicuspid) auf. Die Molare sind tricuspid (mit drei Höckerchen), der dritte hintere Backenzahn fehlt in der Regel. Die unteren Mahlzähne weisen jeweils ein gut entwickeltes Talonid auf. Die obere Zahnreihe vom Eckzahn bis zum letzten Molaren besitzt eine Länge von 6 bis 7,6 mm.

## Verbreitung

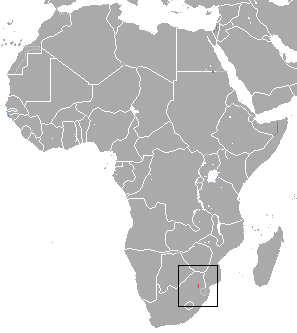
Verbreitungsgebiet (rot, im Kasten) des Robusten Goldmulls

Bisher ist der Robuste Goldmull nur von knapp einem halben Dutzend Lokalitäten im Highveld bekannt, die sich zwischen den Steenkampsbergen bei eMakhazeni und Dullstroom in der südafrikanischen Provinz Mpumalanga verteilen. Das gesamte Verbreitungsgebiet ist nach gegenwärtiger Kenntnis weniger als 5000 km² groß, könnte aber auch umfassender sein. Es erstreckt sich in Höhenlagen von 2000 bis 2100 m über dem Meeresspiegel. Die Art bevorzugt montane Grasländer und Marschlande mit feuchten Sandböden, bröckeligen Böden bis hin zu festeren Tonsubstraten. Dagegen meiden die Tiere geringmächtige Böden entlang von Felsrippeln, die möglicherweise eine Ausbreitungsbarriere darstellen, und Staunässeböden. In seinem sehr kleinen Verbreitungsgebiet ist der Robuste Goldmull relativ häufig und kommt auch in Gärten oder Obstplantagen vor.

## Lebensweise
Der Robuste Goldmull ist einzelgängerisch, über das Sozialsystem liegen keine Informationen vor. Die hauptsächlichen Aktivitätszeiten erstrecken sich über den Nachmittag und die Nacht. Die heißen Tagesstunden überbrücken die Tiere mit einem Torpor. Der kräftige Körperbau mit den außerordentlichen Grabkrallen ermöglichen es dem Robusten Goldmull in schwereren Böden zu graben als die anderen Vertreter der Kupfergoldmulle, die vorwiegend weichere Sandböden bewohnen. Die unterirdischen Baue bestehen aus zwei unterschiedlichen Systemen aus Gängen: einem dicht unter der Erdoberfläche verlaufenden, das der Nahrungssuche dient, und einem tiefer gelegenen (20 bis 80 cm unter der Erdoberfläche), das zum Rückzug und zur Ruhe genutzt wird. Bei letzterem enden die Tunnel in größeren Wohnkammern. Die Gänge reichen teilweise auch bis in abgestorbene Bäume hinein. Diese erschließen einerseits möglicherweise weitere Nahrungsressourcen, andererseits bieten sie auch Schutz bei heftigen Regenfällen, wenn die unteren Kammern wassergefüllt sind. Die Aktivität des Robusten Goldmulls nimmt im Winter mit den Verschwinden der Beute ab und die Tiere verfallen in längere, mehrere Tage währende Torporphasen oder verlegen ihre Tätigkeiten tiefer in den Untergrund. Die Hauptnahrung besteht aus Wirbellosen – überwiegend Regenwürmern – und anderen bodengrabenden Tieren, die sie bei Nacht aufstöbern. In Gefangenschaft fressen sie auch Mehlwürmer und gelegentlich Jungmäuse, sie meiden aber grundsätzlich Aas. Trächtige und milchgebende Weibchen wurden bisher im Spätsommer und Frühherbst (März und April) beobachtet, die Fortpflanzungsphase liegt daher vermutlich im feuchteren Sommer.

## Systematik
Der Robuste Goldmull ist eine Art aus der Gattung der Kupfergoldmulle (Amblysomus). Diese stellt mit insgesamt sechs Mitgliedern den variantenreichsten Vertreter aus der Familie der Goldmulle (Chrysochloridae) dar, einer endemisch in Afrika verbreiteten Gruppe kleinerer, bodengrabender Säugetiere aus der Überordnung der Afrotheria. Das hauptsächliche Verbreitungsgebiet der Goldmulle ist das südliche Afrika, nur einige wenige Arten sind im östlichen oder zentralen Afrika beheimatet. Sie bewohnen mit wenigen Ausnahmen eng begrenzte Habitate. Es können zwei ökologische Gruppen unterschieden werden. Zur einen gehören Formen, die in trockenen, teils halbwüstenartigen Regionen leben, etwa der Wüstengoldmull (Eremitalpa) oder die Kapgoldmulle (Chrysochloris). Die anderen sind an offenen Gras- und Savannenlandschaften sowie Wälder angepasst, wie die Kupfergoldmulle, die Riesengoldmulle (Chrysospalax) oder Arends’ Goldmull (Carpitalpa). Die innere Gliederung der Familie ist noch nicht vollständig geklärt. Häufig werden drei Unterfamilien auseinandergehalten, die sich im Bau des Hammers im Mittelohr unterscheiden: die Amblysominae mit einem normal gebauten Malleus, die Chrysochlorinae mit einem stark verlängerten Kopf des Malleus und die Eremitalpinae mit einem kugelig aufgeblähten Kopf des Malleus. Teilweise werden aber die letzten beiden zu einer Unterfamilie, den Chrysochlorinae, zusammengefasst. Die skelettanatomisch basierte Untergliederung der Goldmulle kann momentan aber nicht in allen Fällen durch genetische Befunde nachvollzogen werden. Aus molekulargenetischer Sicht stellen die nächsten Verwandten von Amblysomus die Gattungen Neamblysomus und Carpitalpa dar.

## Entdeckung
Bis in die Mitte der 1990er Jahre wurden die Vertreter des Robusten Gürtelmulls innerhalb des Hottentotten-Goldmulls geführt. Im Jahr 1995 erbrachten cytogenetische Untersuchungen von Gary N. Bronner, dass der Hottentotten-Goldmull in seiner damaligen Definition mehrere Arten beinhaltete. Demnach besitzt die für den eigentlichen Hottentotten-Goldmull charakterisierte Population 30 Chromosomensätze. Eine weitere aus der Umgebung von Wakkerstroom in der südafrikanischen Provinz Mpumalanga weist dagegen 34 Chromosomenpaare auf, sie wurde darauf folgend mit den Highveld-Goldmull gleichgesetzt, der bereits 1913 von Austin Roberts wissenschaftlich eingeführt worden war. Aus der Umgebung von Dullstroom in der gleichen Provinz stammte eine weitere Gruppe, die sogar über 36 Chromosomenpaare verfügt und bis dato als unbeschrieben galt. Im darauffolgenden Jahr konnte Bronner die einzelnen Gruppen des Hottentotten-Goldmulls im weiteren Sinne auch über morphometrische Merkmale absetzen. Im Jahr 2000 beschrieb Bronner dann die Dullstroom-Population unter der wissenschaftlichen Bezeichnung Amblysomus robustus. Als Holotyp wählte er ein fast vollständiges Individuum, das von ihm im März 1990 im Verloren-Vallei Natural Reserve Park 22 km nordöstlich von Dullstroom in Mpumalanga, Südafrika, in 2150 m Höhe gesammelt worden war. Der Artzusatz robustus verweist auf den allgemein kräftigen Körperbau der Tiere.

## Gefährdung und Schutz
Das bisher bekannte, nur wenig ausgedehnte Verbreitungsgebiet des Robusten Goldmulls unterliegt gravierenden Eingriffen seitens des Menschen. Großen Einfluss auf die Gestaltung der Region haben Kohlebergwerke, die zahlreiche Kraftwerke beliefern, welche wiederum das Rückgrat der südafrikanischen Energiewirtschaft bilden. Momentan bedrohen die Abbaugebiete keine der Lokalitäten direkt, an denen der Robuste Goldmull nachgewiesen ist. Der steigende Energiebedarf durch die zunehmende menschliche Besiedelung und die allgemeine Wirtschaftsentwicklung lässt dies aber zukünftig nicht ausschließen. Sollte die Art gegenwärtig aber weiter verbreitet sein als bekannt, könnten einzelne Populationen bereits bedroht sein. Von geringerer Bedeutung für den Robusten Goldmull sind die Umwandlung der Landschaften für den Ackerbau und die touristische Erschließung der Region, da die Tiere als anpassungsfähig gelten und in vom Menschen veränderten Landschaften überleben können, allerdings wohl mit einer geringeren Populationsdichte. Insgesamt sieht die IUCN den Bestand des Robusten Goldmulls derzeit als „bedroht“ (vulnerable). Die Art kommt unter anderem im Verloren-Vallei Natural Reserve Park vor.